# Naftali Herc Najmanowicz
Naftali Herc Najmanowicz ps. „Hanejtz”/„Hanejc” (jid. ‏נפתלי-הערץ ניַימאַנאָוויץ‎, ur. 12 lutego 1843 w Józefowie nad Wisłą, zm. 10 marca 1898 w Warszawie) – żydowski pisarz, felietonista, nauczyciel, tłumacz i hebraista. Był jednym z pierwszych maskilów z Królestwa Polskiego towrzących w języku jidysz i hebrajskim, sporadycznie pisał także w języku polskim.

## Życiorys
Pochodził z rodziny inteligenckiej, w młodości mieszkał w Zawichoście, jego opiekunem był jego dziadek, maskil Hersz Najmanowicz. Odebrał tradycyjne wykształcenie religijne, planował wstąpić do Żydowskiego Seminarium Teologicznego we Wrocławiu, nie zrobił tego ze względu na sprzeciw dziadka ze strony matki, chasyda Dawida Dawidzona.
Około 1869 roku ożenił się, do tego czasu przebywał w środowisku chasydzkim. Następnie zamieszkał w Lublinie, gdzie prowadził sklep. W Lublinie współpracował z lokalną prasą polską, publikował także w „Izraelicie”. W latach 80. XIX wieku wraz z Szimonem Dawidem Rozenthalemwykonał odpisy i przełożył na język polski inskrypcje nagrobków ze starego cmentarza żydowskiego w Lublinie. W 1886 roku przeniósł się do Warszawy, gdzie zajął się sprzedażą książek, pracował także jako nauczyciel. Był felietonistą oraz autorem artykułów i opowiadań publikowanych w hebrajskojęzycznym dzienniku „Ha-Cefira”.
W 1897 roku przeprowadził się do Częstochowy, gdzie prowadził szkołę. Zmarł w wyniku ciężkiej choroby. Został pochowany na cmentarzu żydowskim na Woli.

## Twórczość
Debiutował jako beletrysta w kwietniu 1867 roku na łamach „Warszojer Jidisze Cajtung”, gdzie opublikował opowiadanie w jidysz Majn szabes in dorf. Opublikował dwie książki: Szulamis, oder dos wizele und der brener (1875) oraz Di bejde Herszels un andere ercahlungen (1898).
Był autorem serii podręczników do nauki języka hebrajskiego, rosyjskiego, niemieckiego i polskiego dla osób mówiących w jidysz, zatytułowanych Der hojzlerer.
W 1888 roku przełozył na jidysz, a następnie także na hebrajski, podręcznik do nauki esperanto Język międzynarodowy autorstwa Ludwika Zamenhofa.